# Iodotirosina deionidasa
Les iodotirosines deionidases, també anomenades iodotirosines dehalogenases 1, són un tipus d'enzims ancorats a la membrana d'entre 29 i 33 kDa que eliminen el iodur de les tirosines iodades residuals en la glàndula tiroide. Aquestes tirosines iodades són produïdes durant la biosíntesi de l'hormona tiroidal. El iodur obtingut a causa de l'acció de les iodotirosines deionidases és necessari per resintetizar les hormones tiroidals. Després de la síntesi, les hormones tiroidals circulen a través del cos per regular el metabolisme, l'expressió de proteïnes i la temperatura corporal. Per tant, aquests enzims són necessaris per mantenir els nivells de les dues hormones tiroidals i el iodur en equilibri.
Aquestes selenoproteïnes activen o inactiven les hormona tiroidals mitjançant una deiodinació reductora.
En mamífers hi ha tres tipus de deiodinases (DI1, DI2 i DI3), les quals comparteixen homologia en la seqüència i les propietats catalítiques. Contràriament al que es creia en un principi, s'han trobat proteïnes homòlogues a DI en bacteris.

## DI1
L'enzim Iodotironina deiodinasa 1 (DI1) es troba bàsicament al fetge i té un paper molt important en l'activació de les hormones tiroidees, ja que converteix la prohormona tiroxina (T4) en tri-iodetironina activa (T3). Sembla que aquesta producció de T3 contribueix a la major part de T3 circulant en mamífers. Aquesta selenoproteïna també degrada ambdues hormones per desiodació. La D1 no s'ha trobat ni en amfibis ni en peixos pulmonats.

## DI2
La Iodotironina deiodinasa 2 (DI2) forma part de la família d'enzims que controlen el grau d'activitat de les hormones tiroidees als diferents teixits de l'organisme. De la mateixa manera que DI1, catalitza la desiodació de l'hormona T4 per obtenir T3. DI2 té una expressió reduïda al cervell, tiroides i al teixit adipós. Tant aquesta selenoproteïna com DI3, són crucials per al desenvolupament del sistema nerviós en embrions, ja que regulen els nivells de T3 al cervell del fetus.

## DI3
La Iodotironina deiodinasa 3 (DI3) catalitza la desiodació de T4 i T3 que donarà lloc als metabòlits inactius rT3 i T2, respectivament. És un enzim altament expressat en l'úter de les femelles embarassades, placenta i teixits fetals i neonatals, per aquesta raó se li atribueix un paper fonamental en el desenvolupament embrionari. Tant aquesta selenoproteïna com DI2 podrien estar presents en tots els organismes exceptuant els rèptils escamats.